# Eugenia prostrata
Eugenia prostrata är en myrtenväxtart som beskrevs av Joáo Rodrigues de Mattos. Eugenia prostrata ingår i släktet Eugenia och familjen myrtenväxter. Inga underarter finns listade i Catalogue of Life.